# Parti unioniste (États-Unis)
Pour les articles homonymes, voir Parti unioniste.
Le Parti unioniste, plus tard connu sous le nom de Parti de l’Union inconditionnelle dans les États frontaliers, était un parti politique aux États-Unis créé après le compromis de 1850 pour regrouper les hommes politiques qui soutenaient le compromis. Il a été utilisé principalement comme étiquette par les politiciens qui ne voulaient pas s’affilier aux républicains, ou souhaitaient gagner les démocrates anti-sécession. Les membres comprenaient des démocrates du Sud qui étaient fidèles à l’Union ainsi que des éléments de l’ancien parti whig et d’autres factions opposées à une confédération sudiste.
Après le début de la guerre civile, les conventions d’État approuveront même les tickets de fusion des républicains et des démocrates de guerre sous la bannière unioniste, ce que le parti national lui-même ferait lors de l’élection présidentielle de 1864 sous la forme du Parti de l’union nationale.

## Histoire

### Origines
Les Sudistes qui ont soutenu le compromis (principalement les whigs) ont adopté l’étiquette unioniste pour gagner les démocrates pro-compromis et vaincre les démocrates anti-compromis. Le changement de nom mettait l’accent sur la question du compromis et impliquait que les questions habituellement portées par les whigs, telles que les droits de douane, avaient été mises de côté.
En 1860, le Parti whig a disparu. Un groupe d’anciens whigs forma le Parti de l’Union constitutionnelle, avec John Bell comme candidat à la présidence. Comme en 1850, les ex-whigs et les démocrates anti-sécession se sont regroupés en tant qu'« unionistes » pour s’opposer aux sécessionnistes lors des élections d’État, en particulier dans le Kentucky, le Maryland, le Missouri et la Virginie, où l’étiquette du Parti républicain était encore toxique. La candidature de Bell fut inefficace, mais la stratégie de l’État s’avéra fructueuse lorsque la guerre de Sécession commença en 1861.

### Pendant la guerre civile
Après l’élection présidentielle de 1860, il est devenu évident qu’une grande partie du Sud ne se résoudrait pas à l’élection d’Abraham Lincoln. Dans le Missouri, Francis P. Blair, Jr. a commencé à consolider les partisans de Lincoln. John Bell et Stephen A. Douglas dans un nouveau parti politique, le Parti de l’Union inconditionnelle, mettait de côté les intérêts partisans d’avant-guerre en faveur d’une seule cause, la préservation de l’Union. L’objectif principal de Blair et de ses partisans était de « résister aux intrigues des sécessionnistes, par l’action politique de préférence, par la force si nécessaire ».
Une autre faction du Missouri a également soutenu la restauration de l’Union, mais avec des conditions et des réserves, y compris l’extension de l’esclavage vers l’ouest. D’autres pensaient qu’une fois que les États du Sud devaient être autorisés à quitter l’Union pacifiquement, car ils se rendraient bientôt compte de leur erreur et demanderaient leur retour dans l’Union. Blair a travaillé pour former une alliance avec ces soi-disant « unionistes conditionnels » pour renforcer leur nombre.
Les sécessionnistes du Missouri n’ont pas réussi à recueillir suffisamment de soutien à l’échelle de l’État. Ils ont formé un gouvernement séparatiste et ont finalement pris les armes contre l’armée de l’Union. Les politiciens pro-Union ont consolidé leur contrôle sur la politique du Missouri au fur et à mesure que la guerre progressait et les pro-Confédération ont été forcés de quitter l’État. L’unioniste inconditionnel Benjamin Franklin Loan a été élu au 38e Congrès des États-Unis.
Des partis unionistes existaient également dans d’autres États du Nord. Lors de l’élection du gouverneur du Connecticut en 1862, un ticket composé de républicains et de démocrates de guerre a été élu par le « Parti de l’Union du Connecticut » pour tous les postes de l’État.

### Diffusion et déclin
Un mouvement similaire était en cours dans le Maryland, où ses dirigeants préconisaient également l’émancipation immédiate de tous les esclaves de l’État sans compensation pour les propriétaires d’esclaves. Avec l’aide du gouvernement fédéral et de ses troupes, les voix sécessionnistes du Maryland se sont apaisées. Le parti n’a été officialisé qu’à l’été 1863, lorsque les adhérents ont travaillé pour élire des candidats pro-Union au niveau de l’État et au niveau local, en particulier dans l’ouest du Maryland.

### Source
- (en) Cet article est partiellement ou en totalité issu de l’article de Wikipédia en anglais intitulé « Unionist Party (United States) » (voir la liste des auteurs).